# Дайман
Дайман (ісп. Río Dayman) — річка в республіці Уругвай, ліва притока річки Уругвай.

## Географія
Річка Дайман починається на узвищенні Кучілья-де-Аедо на північному заході Уругваю. Є природним кордоном між департаментами Сальто та Пайсанду.
Довжина річки складає 210 км, а її басейн займає площу 3183 км².